# 長崎市立小島中学校
長崎市立小島中学校（ながさきしりつこしまちゅうがっこう、Nagasaki City Koshima Junior High School）は長崎県長崎市上小島四丁目にある公立中学校。

## 概要
歴史
長崎市南部地区の大規模校解消のため、1961年（昭和36年）に新設された。当初は校舎完成が間に合わず、長崎市立桜馬場中学校に併設された。翌1962年（昭和37年）現在地に校舎が完成し、移転した。
校訓
「自主、自律、自愛、」
校章
「小島中」の「小」と「中」の文字の形を図案化した校章となっている。
校歌
3番まであり、3番に校名の「小島」が登場する。
校区
長崎市立愛宕小学校区、長崎市立小島小学校区

## 沿革
- 1961年（昭和36年）5月1日 - 長崎市立桜馬場中学校内に、「長崎市立小島中学校」（現校名）を併設。
  - 桜馬場中学校1年生のうち、419名を小島中学校生徒として分離、8学級を編成。
  - 小島中学校新設のための土地買収交渉が難航し、新校舎建設が遅れていたため。
- 1962年（昭和37年）1月8日 - 小島中学校新校舎が完成し、桜馬場中学校との併設を解消。
- 1966年（昭和41年）5月7日 - 体育館が完成。
- 1968年（昭和43年）11月6日 - プールが完成。
- 1969年（昭和44年）4月1日 - 長崎市立早坂中学校の廃止に伴い、その在校生を引き受ける。

## 学校行事
3学期制
1学期
- 4月 - 新任式、始業式、入学式、学級委員任命式、部活動紹介、歓迎遠足
- 5月 - 体育大会
- 6月 - 長崎市中学総合体育大会選手推戴式、長崎市中学総合体育大会（通称：中総体）、生徒総会
- 7月 - 長崎っ子の心を見つめる教育週間、終業式
- 8月 - 平和祈念集会（9日 長崎原爆の日）

2学期
- 9月 - 始業式、合唱コンクール
- 10月 - 駅伝大会、2年修学旅行
- 11月 - 小島祭（文化祭）
- 12月 - 生徒会役員選挙、人権集会、終業式

3学期
- 1月 - 始業式
- 2月 - 職場体験
- 3月 - 卒業式、修了式、離任式

## 部活動
運動部
- 陸上競技部
- 軟式野球部（男）
- サッカー部（男）
- 卓球部
- ソフトテニス部（女）
- 水泳部
- ハンドボール部
- バドミントン部
- バスケットボール部
- バレーボール部
- 武道同好会

文化部
- 吹奏楽部
- 美術部

## アクセス
最寄りの鉄道駅
- 長崎電気軌道 崇福寺電停下車後、徒歩30分。

最寄りのバス停
- 長崎バス
  - 上小島五丁目バス停下車後、徒歩10分。

最寄りの国道・県道
- 国道324号
- 長崎県道237号小ヶ倉田上線
- 校地の真下（地下）をながさき出島道路のトンネルが通っている。

## 周辺
- 長崎市立大浦中学校
- 長崎県立長崎南高等学校
- 長崎女子高等学校
- 長崎市立小島小学校

## 参考資料
- 「市制百年 長崎年表」（1989年（平成元年）4月1日, 長崎市役所）
- 「指導死」大貫 隆志 (編著）高文研 2013年5月20日 ISBN 4874985130

「アルミ箔の貼られた密室での指導」（安達和美）指導で自死した元在校生の遺族による手記。